# 库拉岗日峰
庫拉岗日峰（藏語：སྐུ་ལྷ་གངས་རི，威利转写：sku lha gangs ri，THL：Kulha Gangri，藏语拼音：Gulha Kangri），是喜马拉雅山脉的一座山峰，海拔7554米，是藏族传统的四大圣山之一。
目前归属中国西藏自治区洛扎縣管辖。不丹人是藏族的一支，不丹王国历史上曾向拉萨政府称藩，所以该峰一度为不丹和中国西藏自治区边界争议的地区。经过中不邊界問題多次谈判，该峰归属现已无争议，完全由中方实际控制，总面积约为1,290平方公里，行政上属于中国西藏自治区日喀则市康马县和山南市浪卡子县、洛扎县，把该峰看作中国境内山峰的人认为冈嘎本孙峰是位于中不边界的不丹最高峰。